# COVID-19-Pandemie in Haiti
Die COVID-19-Pandemie in Haiti tritt als regionales Teilgeschehen des weltweiten Ausbruchs der Atemwegserkrankung COVID-19 auf und beruht auf Infektionen mit dem Ende 2019 neu aufgetretenen Virus SARS-CoV-2 aus der Familie der Coronaviren. Die COVID-19-Pandemie breitet sich seit Dezember 2019 von China ausgehend aus. Ab dem 11. März 2020 stufte die Weltgesundheitsorganisation (WHO) das Ausbruchsgeschehen des neuartigen Coronavirus als Pandemie ein.

## Verlauf
Am 20. März 2020 wurde die ersten zwei Fälle einer Covid-19-Erkrankung in Haiti registriert. Am 7. April wurde der erste COVID-19-Todesfall gemeldet.

## Statistik
Die Fallzahlen entwickelten sich während der COVID-19-Pandemie in Haiti wie folgt:

### Infektionen

Bestätigte Infizierte in Haiti nach Daten der WHO. Oben kumuliert, unten Tageswerte

### Todesfälle

Bestätigte Todesfälle in Haiti nach Daten der WHO. Oben kumuliert, unten Tageswerte